# Villa Loreley
La Villa Loreley est un édifice résidentiel de style Art Nouveau de Naples, situé via Gioacchino Toma, dans le coude du virage en épingle de la rue.
La villa a été conçue par le célèbre architecte du style Liberty napolitain Adolfo Avena.

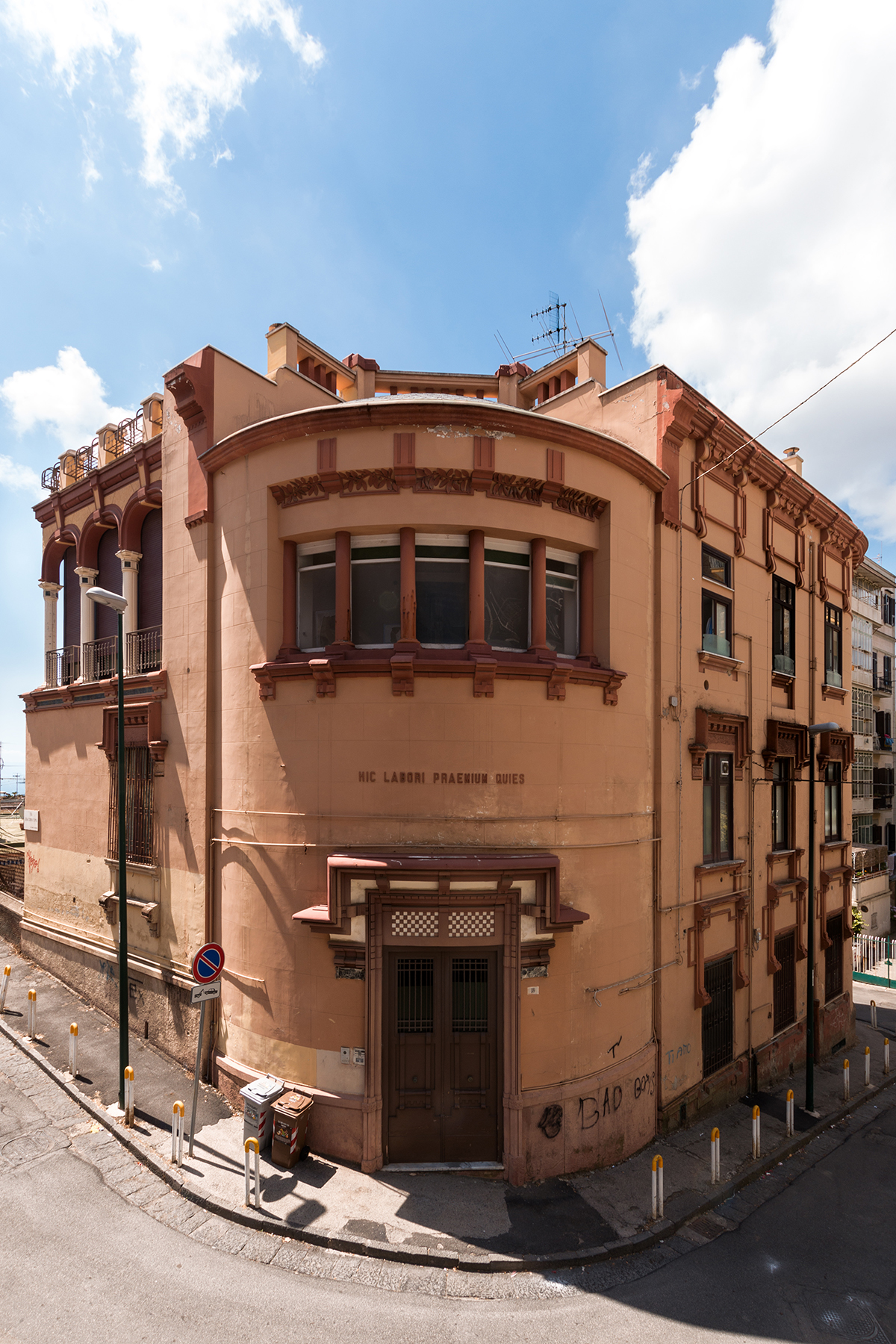
Façade sur rue, dans le virage
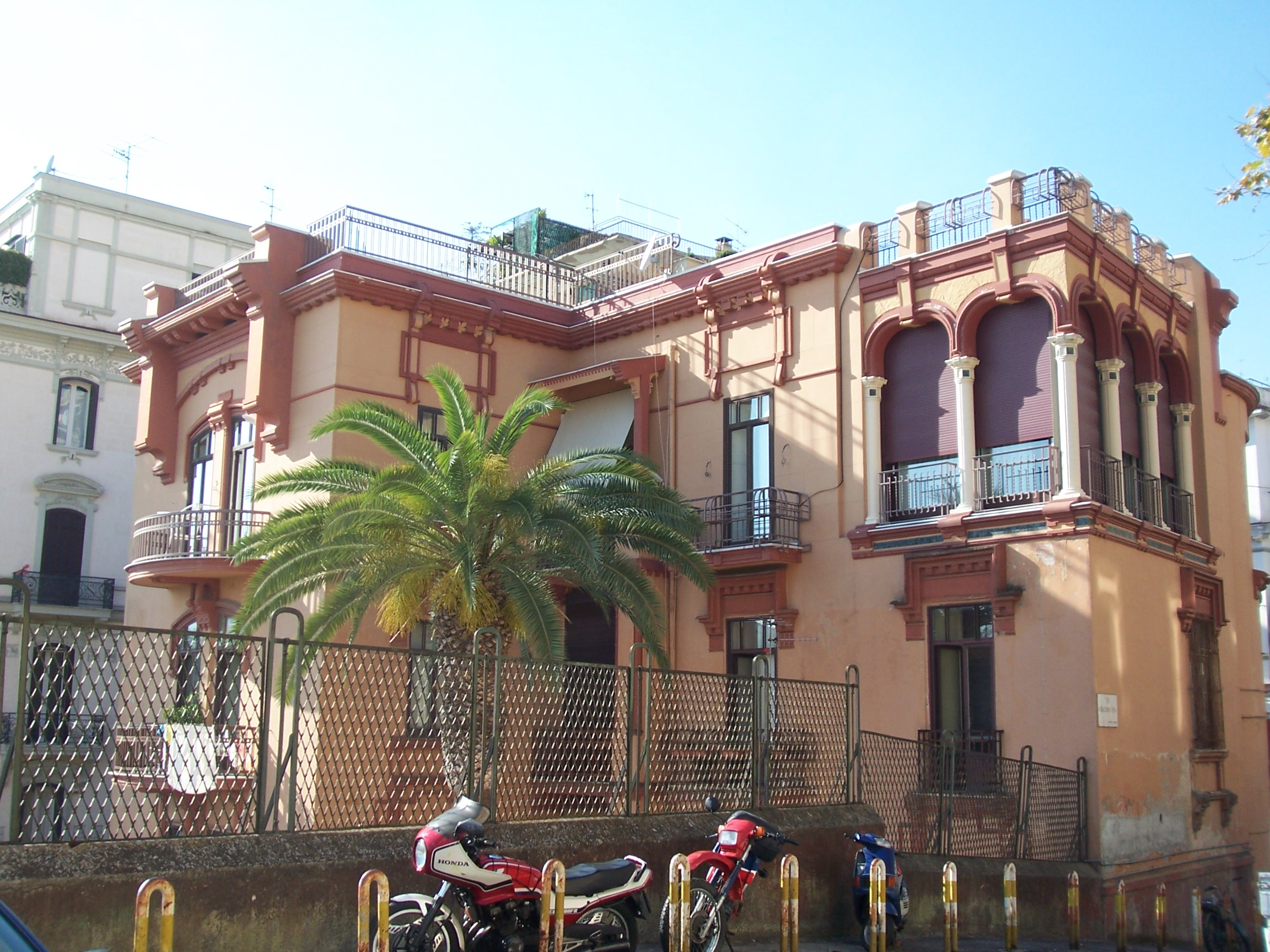
Façade arrière
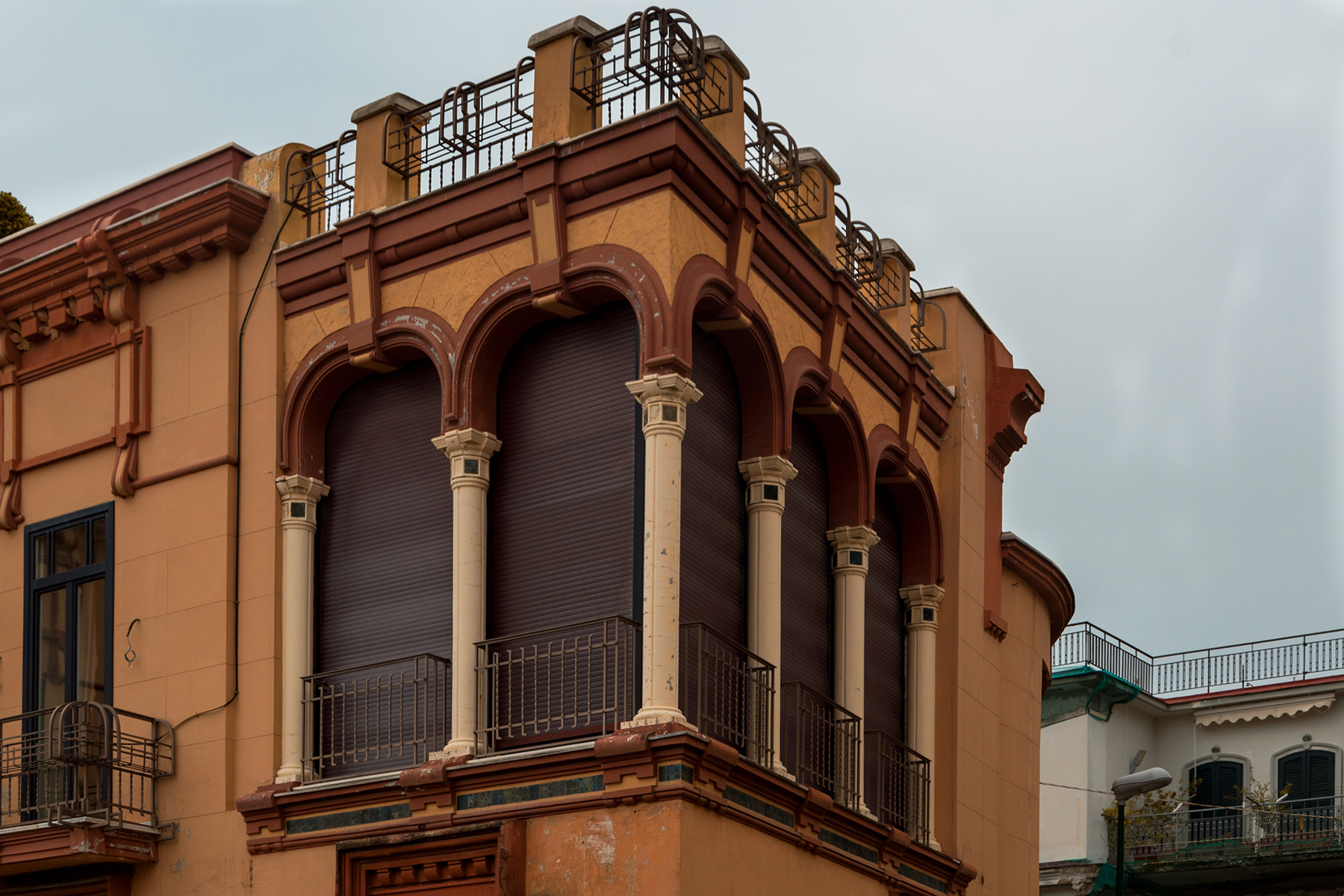
Détail
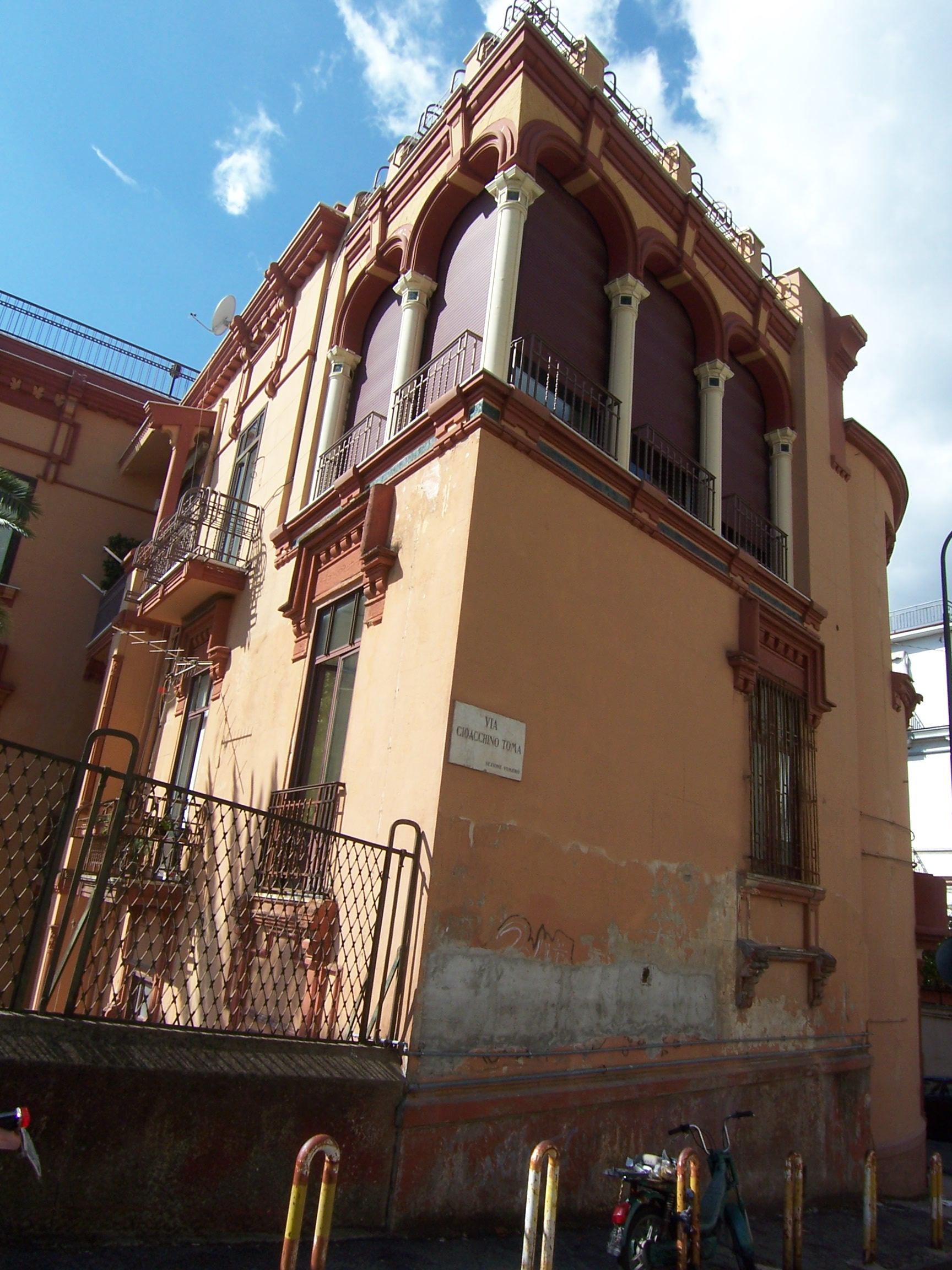
Angle